# 普雷万基耶尔
普雷万基耶尔（法語：Prévinquières，法語發音：[pʁevɛ̃kjɛʁ]）是法国阿韦龙省的一个市镇，位于该省西北部，属于鲁埃格自由城区。

## 地理
普雷万基耶尔（44°22'27"N, 2°13'47"E）面积20.86 平方千米，位于法国奧克西塔尼大區阿韦龙省，该省份为法国南部内陆省份，位于法國中央高原南部，北起顺时针与康塔爾省、洛泽尔省、加尔省、埃罗省、塔恩省、塔恩-加龙省和洛特省接壤。
与普雷万基耶尔接壤的市镇（或旧市镇、城区）包括：昂格拉尔-圣费利克斯、科隆比耶斯、孔波利巴、普里沃扎克、里约佩鲁、里尼亚克。
普雷万基耶尔的时区为UTC+01:00、UTC+02:00（夏令时）。

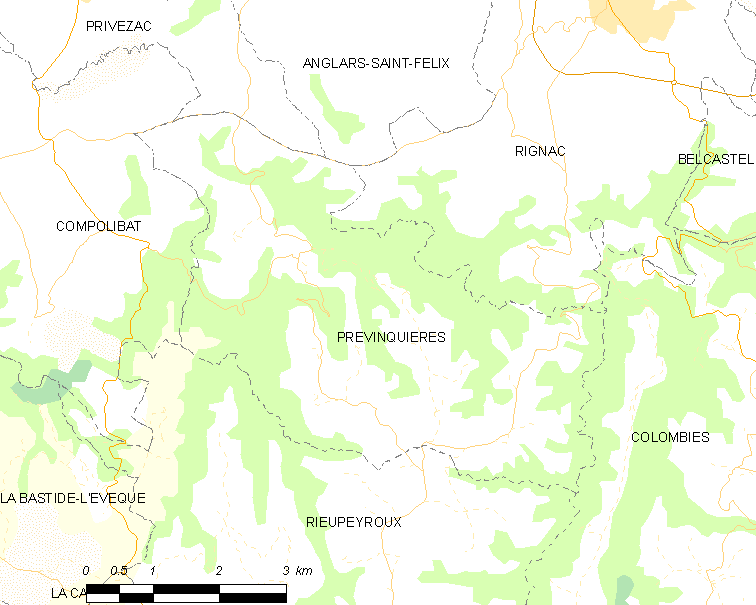
普雷万基耶尔的OSM定位图

## 行政
普雷万基耶尔的邮政编码为12350，INSEE市镇编码为12190。

## 政治
普雷万基耶尔所属的省级选区为阿韦龙-塔恩县。

## 交通
阿韦龙省省道D61线和D118线在镇中心交汇，另有省道D75线从普雷万基耶尔东部过境。

## 人口

1962-2008年间普雷万基耶尔人口变化图示

普雷万基耶尔于2022年1月1日时的人口数量为275人。